# Séverine
Séverine (rodným jménem Josiane Grizeauová; 10. října 1948 Paříž) je francouzská zpěvačka. Prvně na sebe výrazně upozornila, když nazpívala píseň k thrilleru René Clémenta Cestující v dešti (1969). V roce 1971 vyhrála, jakožto reprezentantka Monaka, soutěž Eurovision Song Contest, a to s písní Un banc, un arbre, une rue. Po tomto úspěchu nahrála píseň i v angličtině, němčině a italštině, ale byla to francouzská verze, která dosáhla devátého místa v britské hitparádě. Na tento úspěch už se jí však nepodařilo nikdy plně navázat. V 70. letech působila v Německu, kde natočila čtyři alba. Jejím první uměleckým pseudonymem bylo Céline.

## Diskografie

### Alba ve francouzštině
- 1971 Un banc, un arbre, une rue
- 1972 Comme un appel
- 1999 Séverine
- 2002 Retour à Paris
- 2012 Séverine Intégrale
- 2015 Séverine Espérance

### Alba v němčině
- 1971 Grand Prix für Severine
- 1972 Der Duft von Paris
- 1974 Verlorene Liebe
- 1983 Sie kam aus Frankreich